# Японський краб-павук
Японський краб-павук (Macrocheira kaempferi) — найбільший вид морських крабів, що мешкає у водах навколо Японії. Він має найбільший розмах ніг серед усіх членистоногих — близько 3,7 метра. Японська назва цього виду — «така-аші-ґані» (яп. タカアシガニ), дослівно перекладається як «краб з високими ногами».
Їх активно виловлюють краболови, в Японії вони вважаються делікатесом. Сьогодні вживаються заходи, щоб захистити їхню популяцію від надмірного вилову.
Японський краб-павук зовні схожий на набагато меншого європейського краба-павука (Maja squinado), хоча останній належить до іншої родини — Majidae.

## Опис

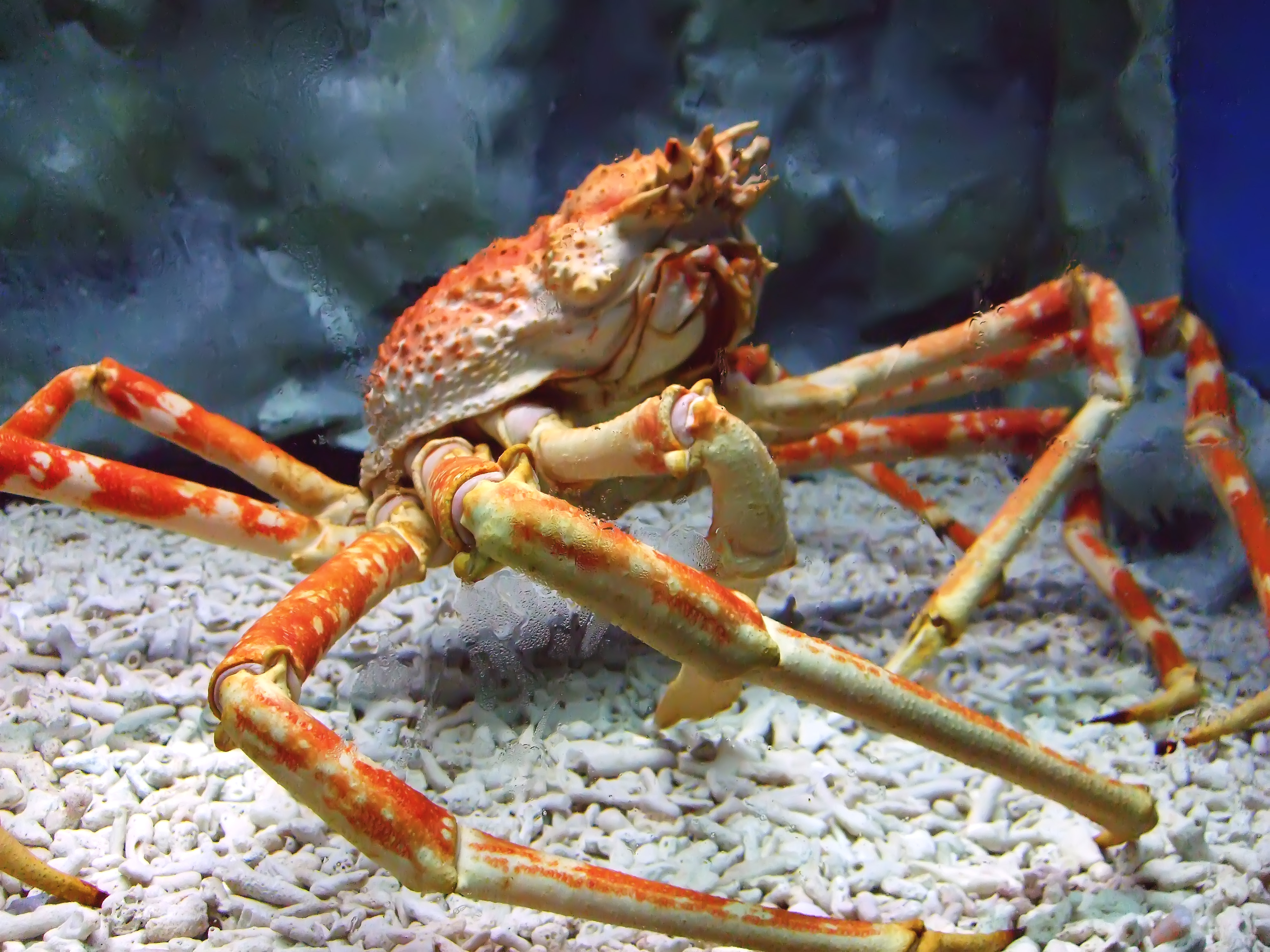
Японський краб-павук в океанаріумі Маніли

Японський краб-павук має найбільший розмах ніг серед усіх відомих членистоногих, сягаючи 3,7 м від клешні до клешні. Тіло може виростати до 40 см в ширину, а весь краб може важити до 19 кг, поступаючись за масою лише американському лобстеру (Homarus americanus) серед усіх живих видів членистоногих. Живе на глибинах 50—600 м, але частіше його виявляють на глибині близько 200—300 м. Під час яйцекладки підіймається до 50 м (у весняний період).
Японський краб-павук має броньований екзоскелет, який захищає його від більших хижаків, таких як восьминоги, але водночас використовується для камуфляжу. Горбистий карапакс краба зливається з кам'янистим дном океану. Для ефективнішого маскування краб-павук прикрашає свій панцир губками та іншими морськими тваринами. Краб-павук здатен підхоплювати та вкривати себе такими організмами через певну рутинну поведінку. Підхопивши об'єкт тонкими клішнями, краб скручує і відриває організм, наприклад, черва або губку, від їхнього субстрату. Далі краб підносить матеріал до рота, щоб зорієнтувати та надати йому форму, після чого він фіксує його до свого екзоскелета. Завдяки механічній адгезії та секреціям, матеріал прикріплюється до краба, регенерує і зрештою колонізує спину краба.
Використовується в харчових, наукових та декоративних цілях, часто утримується у великих акваріумах.

## Поширення та спосіб життя

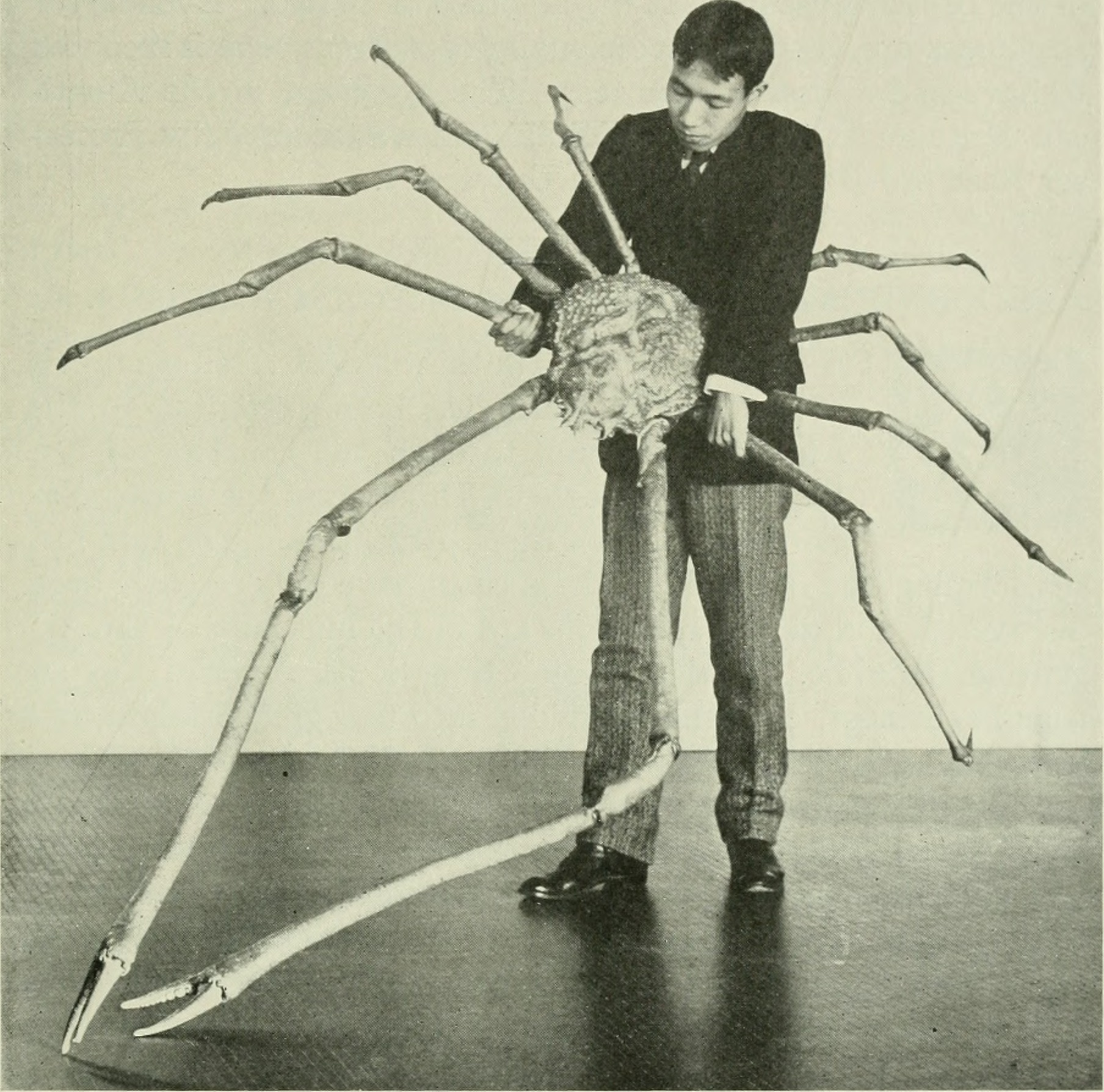
Цей зразок краба з Американського музею природної історії сягає 3,8 метра у розмаху ніг

Японські краби-павуки здебільшого зустрічаються біля південних берегів японського острова Хонсю, від Токійської затоки до префектури Каґосіма. Поодинокі популяції зустрічаються в префектурі Івате та біля Суао на Тайвані. Дорослі особини зустрічаються на глибинах від 50 до 600 м. Температурні потреби японських павуків невідомі, проте вони регулярно оселяються на глибинах із середньою температурою близько 10 °C. За результатами досліджень у публічних акваріумах, японські краби-павуки переносять температуру від 6 до 16 °C, але зазвичай їх утримують при температурі 10—13 °C.
Японський краб-павук є всеїдним, харчується як донною рослинністю та водоростями, так і молюсками.

## Охорона
Популяції цього виду крабів скоротилися за останні роки, і зараз докладається багато зусиль для їхнього захисту. Одним з основних методів відновлення виду є зариблення штучно вирощеними молодими крабами в рибних господарствах. Крім того, в Японії були прийняті закони, які забороняють рибалкам виловлювати крабів-павуків з січня по квітень, під час їхнього типового шлюбного сезону, коли вони тримаються на мілководді і є більш вразливими до вилову. Цей метод захисту спрямований на підтримку зростання природних популяцій і дає час молодим крабам-павукам пройти ранні стадії їхнього життєвого циклу.

## Таксономія
Свою наукову назву (Macrocheira kaempferi) вид дістав на честь німецького мандрівника і натураліста Енґельберта Кемпфера і був описаний в 1836 році голландським зоологом Конрадом Якобом Теммінком.
Це єдиний сучасний вид роду Macrocheira. Відомі й вимерлі види цього роду — Macrocheira longirostra і Macrocheira teglandi. Рід відносять або до родини Inachidae, або до Majidae, або до самостійної родини Macrocheiridae.